# Castelo de Chantilly

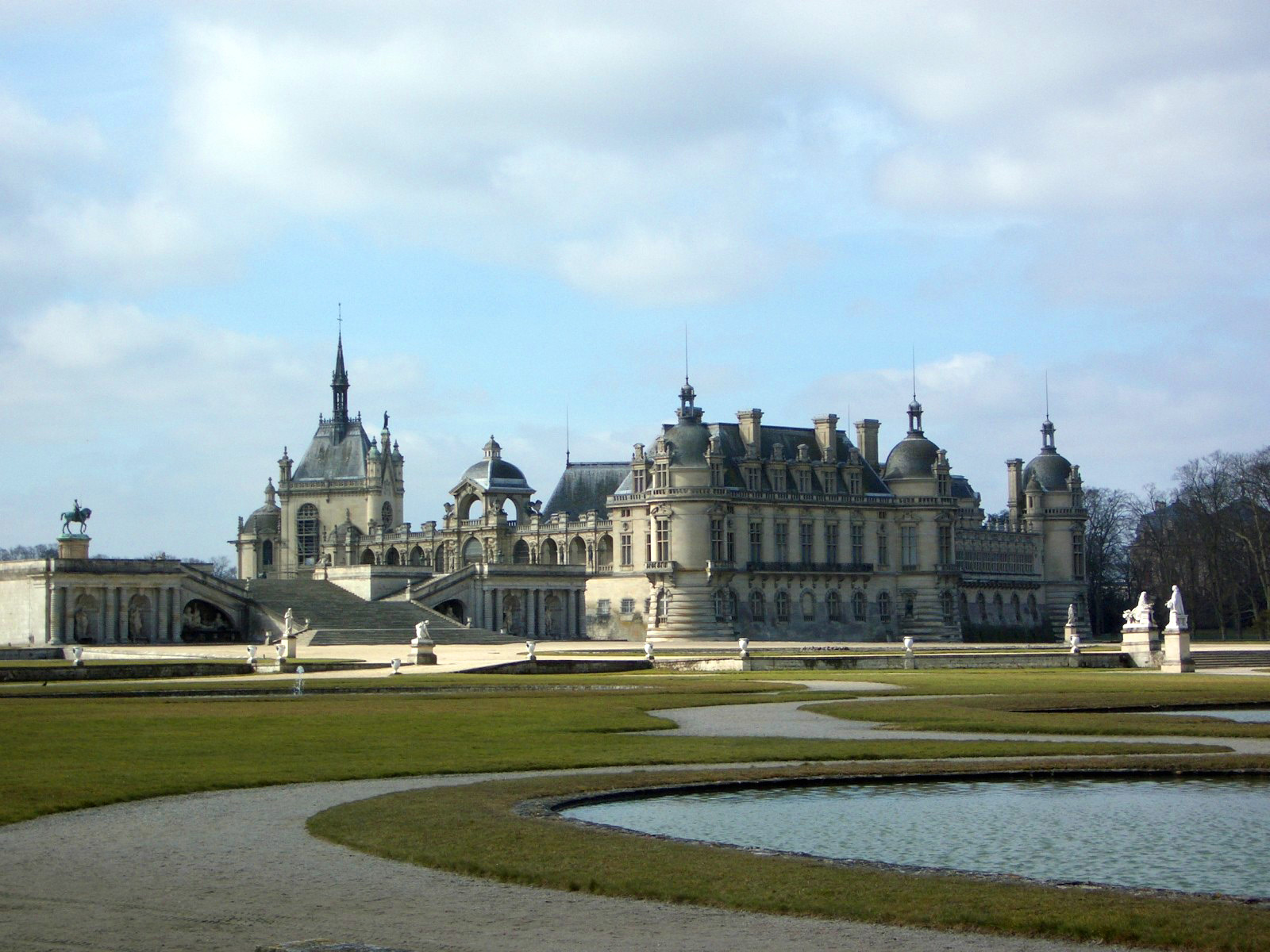
Castelo de Chantilly, França

O Castelo de Chantilly (em francês: Château de Chantilly) é um palácio localizado em Chantilly, Oise, no norte da França, no vale do rio Nonette, afluente do rio Oise. Monumento histórico ligado à personagem de François Vatel (1631-1671), que aqui teria criado a receita culinária do creme chantili (do francês Chantilly), compreende dois edifícios principais: o Grand Château e o Petit Château. Mais tarde, em 1781, a seu respeito, Louis-Sébastien Mercier referirá:
"Nunca encontrei nada comparável a Chantilly nos arredores da capital. (…) Trinta viagens neste lugar encantado não diminuiram a minha admiração. É o melhor casamento feito entre a arte e a natureza".
O palácio ocupa o lugar de um castelo medieval. As grandes cavalariças, construídas entre 1719 e 1740, são uma obra prima do arquitecto Jean Aubert e abrigam, actualmente, o Musée vivant du cheval (Museu vivo do cavalo). Os jardins são uma das mais notáveis criações de André Le Nôtre.
À excepção do Petit Château, construído por volta de 1560 por Jean Bullant para Anne de Montmorency, o palácio foi destruído durante a Revolução Francesa e reconstruído na década de 1870, segundo planos do arquitecto Honoré Daumet, para o último filho do Rei Luís Filipe I, Henrique de Orleães, Duque d'Aumale (1822-1897), herdeiro do domínio de Chantilly, que aqui instalou as suas colecções de pintura, desenhos e livros antigos. Este proprietário viria a legar o conjunto ao Instituto de França, sob o nome de Museu Condé. No Petit Château, uma biblioteca abriga cerca de quinhentos manuscritos e doze mil volumes, incluindo um exemplar da Bíblia de Gutenberg.
A cidade de Chantilly desenvolveu-se para Oeste do palácio durante e depois da Revolução Francesa. Durante a Primeira Guerra Mundial, as dependências do castelo foram utilizadas como quartel, tendo abrigado diversas conferências entre os Aliados. Actualmente é propriedade do Instituto de França.

## História
Chantilly remonta a uma antiga fortificação medieval, acantonada de sete torres e rodeada por fossos com água, construída sobre um terreno pantanoso do vale do rio Nonette, controlando a rota de Paris para Senlis, no Oise.
O castelo pertencia, primitivamente, a Guy de Senlis, encarregado da cave do Rei Luís VI, no final do século XI. A família tomou o sobrenome Bouteiller, em ligação directa com o cargo desempenhado por Guy, e conservou o palácio até ao século XIV.
Pilhado em 1358 pelos Jacques, a fortaleza foi vendida, em 1386, por Guy de Laval, herdeiro dos Bouteiller, a Pierre d'Orgemont, antigo chanceler de Carlos V.
Este fez reconstruir o castelo entre 1386 e 1394. A família de Orgemont possuiu o edifício durante três gerações entre os séculos XIV e XV. Em 1484, Pierre d'Orgemont, sem filhos, deixou Chantilly ao seu sobrinho, Guillaume de Montmorency, que veio a falecer em 1531).

### O domínio dos Montmorency

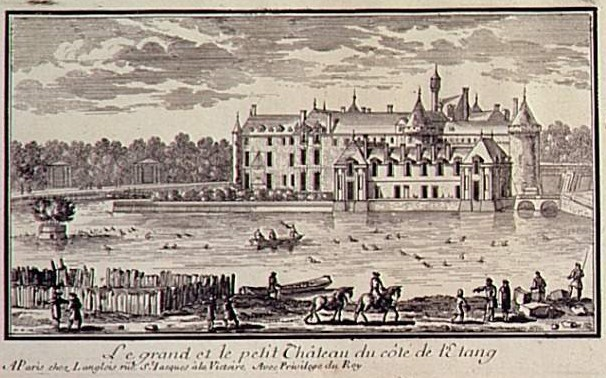
Castelo de Chantilly, França: gravura representando o Grand e o Petit Château no século XVII

A poderosa família Montmorency teve o domínio de Chantilly do século XV ao século XVII, realizando nesse período importantes trabalhos de modernização.
Foi o mais ilustre membro desta família, o chefe dos exércitos Reais Anne de Montmorency (1492-1567), que fez renovar a fortaleza, por Pierre Chambiges, em 1528, e, em 1551, mandou construir a Capitania, ou Petit Château, pelo arquitecto Jean Bullant, o qual havia trabalhado no Château d'Écouen. Providenciou, igualmente, em 1538, os arranjos do terraço, sobre o qual foi erguida a sua estátua equestre (fundida durante a Revolução, encontra-se, actualmente, substituída por uma obra de Paul Dubois, datada de 1886) e a edificação de sete capelas das quais três se mantêm conservadas. Foi igualmente Anne quem mandou traçar os primeiros jardins.
Henrique I de Montmorency mandou construir na parte alta do parque a Maison de Sylvie (Casa de Sílvia), a qual subsiste actualmente, embora alterada. Destinado a receber Henrique IV, este pequeno pavilhão foi o refúgio da Duquesa de Montmorency, cognominada Sylvie pelo poeta Théophile de Viau (faleceu em 1626), que ali passou os últimos meses da sua vida sob a protecção de Henrique II de Montmorency.
Em revolta contra a autoridade Real, Henrique II de Montmorency foi executado em Toulouse em 1632. Os seus bens foram confiscados por Luís XIII, que restituiu a maior parte destes às suas irmãs mas conservou, contudo, Chantilly, que o interessava do ponto de vista cinergético. Em 1643, Ana de Áustria (1601-1666) restituiu o domínio à última das irmãs de Henrique II de Montmorency, Charlotte de Montmorency, esposa de Henrique II de Bourbon-Condé, dos quais o filho, Luís II de Bourbon-Condé, acabava de vencer a Batalha de Rocroi. Chantilly passou, assim, para a Casa de Condé, ramo caído da Casa de Bourbon.

### O domínio dos Condé

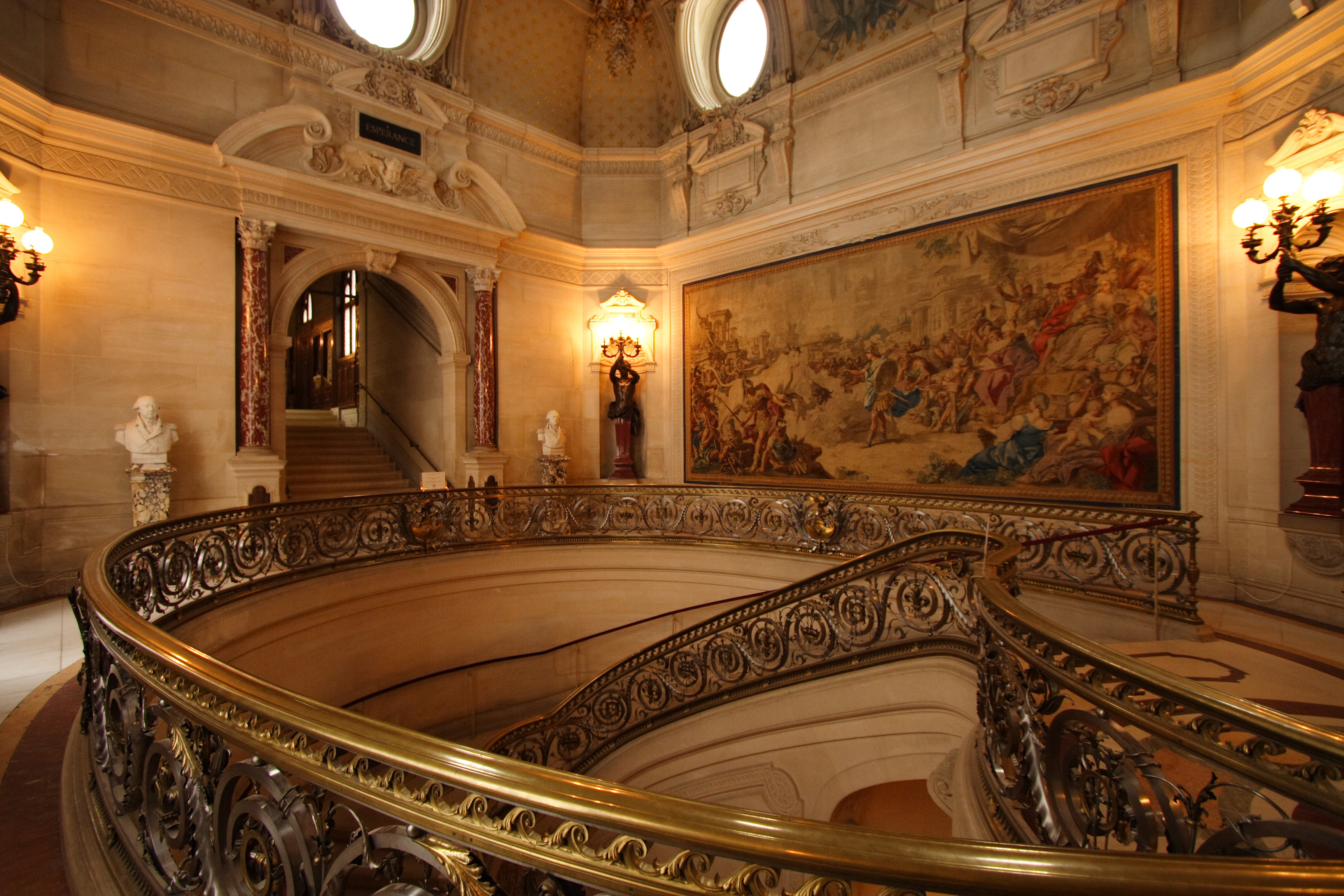
Château de Chantilly, França: aspecto da escadaria

Nos séculos XVII e XVIII, o destino de Chantilly identifica-se com o dos Condé, constituindo este domínio a principal propriedade da família.

#### Chantilly nos tempos do Grande Condé
Luís II de Bourbon-Condé (1621-1686), chamado de "o Grande Condé", havia tomado partido contra Mazarin durante a Fronda, o que originou a confiscação de Chantilly, em 1652, sendo domínio recuperado somente em 1659 (Tratado dos Pirenéus). Afastado de Versailles, consagrou todos os seus cuidados ao seu domínio. Fez desenhar o parque por André Le Nôtre, antes de este trabalhar no Château de Versailles. Este canalizou o Nonette para criar o Grande Canal (1671-1673), desenhou os parterres franceses a Norte do palácio, fez construir o Grande Degrau por Daniel Gittard e criou a perspectiva actual que vai da grade de honra ao terraço.
O Grande Condé recebeu em Chantilly escritores como La Fontaine, La Bruyère, Bossuet, Madame de La Fayette, Marquesa de Sévigné: em sua honra, as duas alas paralelas que enquadram, os parterres de Le Nôtre, tomam o nome de "alas dos filósofos". Em Chantilly foram dadas festas magníficas. Molière criou ali Les Précieuses ridicules, em 1659, e interpretou o Tartufo. Sob a direcção do célebre maître d'hôtel François Vatel, o encanto é refinado: foi nessa época que terá sido inventado o mundialmente conhecido Creme Chantilly.
Em abril de 1671, o Grande Condé selou a sua reconciliação com Luís XIV recebendo-o em Chantilly. Segundo Madame de Sévigné, foi nessa ocasião que Vatel se terá suicidado por não ver chegar a entrega de peixe esperada (a autenticidade da anedota é tida, geralmente, por muito duvidosa).

#### Os embelezamentos do século XVIII

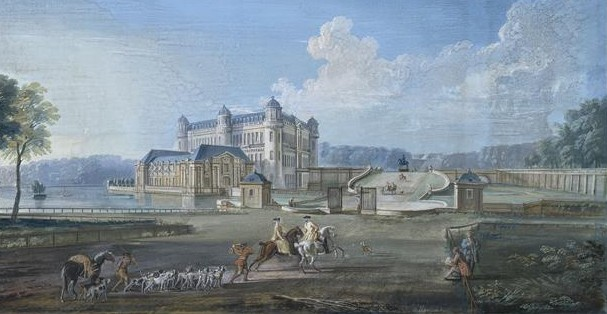
Castelo de Chantilly, França: aspecto no século XVIII, depois das transformações de Hardouin-Mansart e Aubert

O filho do Grande Condé, Henri Jules de Bourbon-Condé (1643-1709), chamado de "Condé, o Louco", fez modernizar o palácio com a ajuda de Jules Hardouin-Mansart. Os trabalhos foram terminados por Jean Aubert. De 1723 a 1726, este último construiu, igualmente, para Luís IV Henrique de Bourbon-Condé (1692-1740), chamado de "Monsieur o Duque", as excepcionais Grandes Cavalariças. Principal ministro de Luís XV entre 1723 e 1725, Monsieur o Duque gostava de Chantilly (onde de resto seria exilado em 1726): fez decorar os aposentos do Petit Château por Oudry, Desportes, Huet e Nattier, arranjou um gabinete de história natural e criou a manufactura de porcelanas de Chantilly.
A partir de 1720, Monsieur o Duque mandou arborizar a parte situada a leste do palácio e denominada de petit parc ou parc de la Caboutière. A Caboutière era um edifício construído nos tempos do Rei Luís XIII para aclimatar a tulipa holandesa, com a qual se ocupava um rico amador, um advogado parisiense de nome Antoine Caboud.
Monsieur o Duque fez traçar uma alameda em direcção à Caboutière, chamada de "alameda do Quinconce, porque se juntava a um quinconce plantado nas traseiras do edifício. Esta alameda formava uma pata de ganso com a alameda da ponte do Rei, situada no antigo eixo de entrada do parque (Este-Oeste), e a alameda da porta Vaillant, à esquerda. Nos dois sectores delimitados por esta pata de ganso foram arranjadas salas de verduras ligadas por alamedas em ziguezague.
A avenida da direita conduz a um quadrado arborizado onde foi construido um jogo do ganso gigante, com as suas diferentes estações – a ponte, o edifício, a prisão… – que foi uma das grandes atracções do parque de Chantilly entre 1730 e 1770. Atrás da Maison de Sylvie, foram arranjadas outras salas de verdura e um pequeno labirinto, enquanto que um grande labirinto foi construído no parque de Sylvie, actualmente separado do domínio. Não resta nada destes embelezamentos.
O filho de Monsieur o Duque, Luís V José de Bourbon-Condé (1736-1818), edificou o Jogo de Palma em 1756 e, entre 1769 e 1772, mandou construir a Jean-François Leroy o château d'Enghien, uma longa construção em estilo Clássico situado à direita da grade de honra. Em 1774, mandou desenhar um jardim anglo-chinês, inaugurado no dia de Páscoa de 1775, e construir o hameau de Chantilly, o qual inspiraria Maria Antonieta na construção do hameau de la Reine no parque do Petit Trianon.

#### As destruições revolucionárias

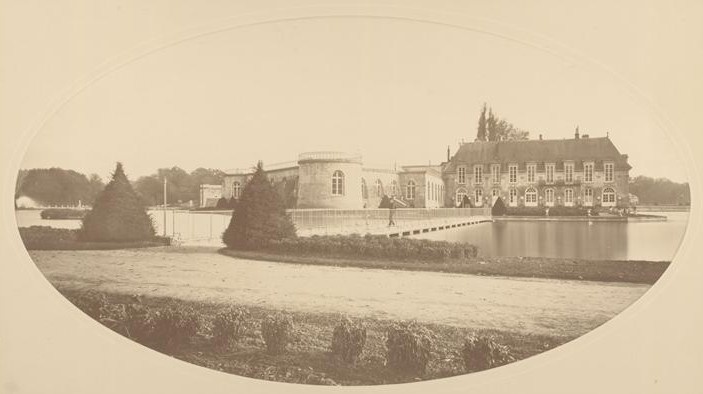
Castelo de Chantilly, França: aspecto antes da construção do Château Neuf

Luís V José viu-se obrigado a emigrar devido à Revolução Francesa, tendo Chantilly sido confiscada como "bem nacional" a partir de 1790. Em 1792, o palácio foi invadido e pilhado por um bando de guardas nacionais. Devastado, o palácio foi utilizado como prisão durante o Terror.
Em 1799, o palácio foi vendido pela soma de 11 milhões de "assignates" (moeda usada durante a Revolução Francesa) (cerca de 100.000 francos). Os adjudicatários, Damoye e Boulée, empreenderam imediatamente a demolição para recuperar os materiais de construção. Só seriam poupados o Petit Château e as Grandes Cavalariças, tendo os empresários assistido à retirada do mercado entes que pudessem destruí-los.
A parte do parque situada a Oeste do palácio, a qual acolhia os jogos de água concebidos por Le Nôtre e que faziam a admiração dos contemporâneos, foi toteada. Nomes de ruas – como a Rua das Cascatas – mantêm a lembrança, assim como o Pavilhão de Manse, que abrigava a máquina hidráulica concebida pelo fazendeiro geral, Jacques de Manse.
Ocupadas pelo exército, as Grandes Cavalariças foram salvas da destruição e, miraculosamente, muito pouco danificadas. Foram enviadas para a fundição a estátua e a sua fonte do pátio dos canis, assim como a Fama, que pendia sobre a cúpula.
Sob o Império, Chantilly foi incluído no apanágio de Hortênsia de Beauharnais, que possui, nas proximidades, o Château de Saint-Leu. Quando Luís V José de Bourbon-Condé retomou a posse do domínio ao retornar do exílio, em 1815, limitou-se a fazer alguns reparos sumários para colocar o palácio fora de água. Chegou a comprar de volta uma parte dos terrenos, mas não pôde reconstituir o parque, doravante cortado em dois pela estrada que ligava Chantilly a Vineuil-Saint-Firmin, criada na época revolucionária. Para mascará-la, o seu filho Luís VI Henrique de Bourbon-Condé, mandou tratar a parte ocidental do parque como um jardim à inglesa, criado entre 1818 e 1820 pelo seu arquitecto, Victor Dubois.

### O domínio do Duque de Aumale

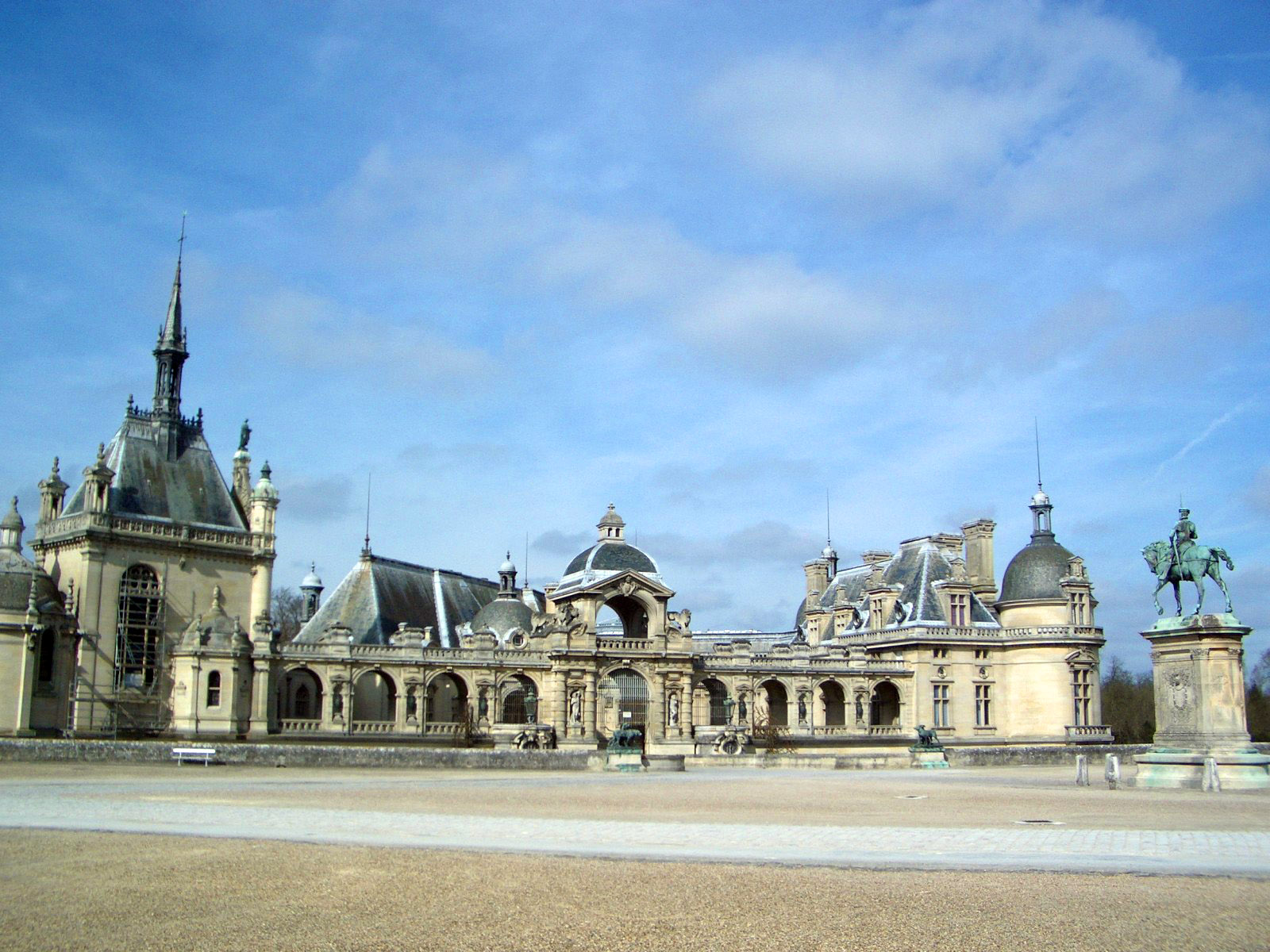
Castelo de Chantilly, França: entrada da frente e pátio

À morte do último dos Condé, Luís VI Henrique de Bourbon-Condé, em 1830, foi Henrique de Orleães, Duque de Aumale (1822-1897), filho do Rei Luís Filipe I, que herdou a imensa fortuna e, em particular, o domínio de Chantilly. Arrasado ao nível do rés-do-chão, o Grand Château encontra-se num pobre estado.
Durante a Monarquia de Julho, o Duque de Aumale projectou trabalhos de reconstrução que não chegou a efectuar. Com efeito, depois da queda da Monarquia de Julho, o Duque tomou o caminho do exílio e passou a residir, entre 1848 e 1870, em Twickenham, próximo de Londres. Empregou o seu tempo a reunir as colecções que se encontram, actualmente, em Chantilly. Regressou a França em 1871, viúvo e tendo perdido os seus dois filhos.

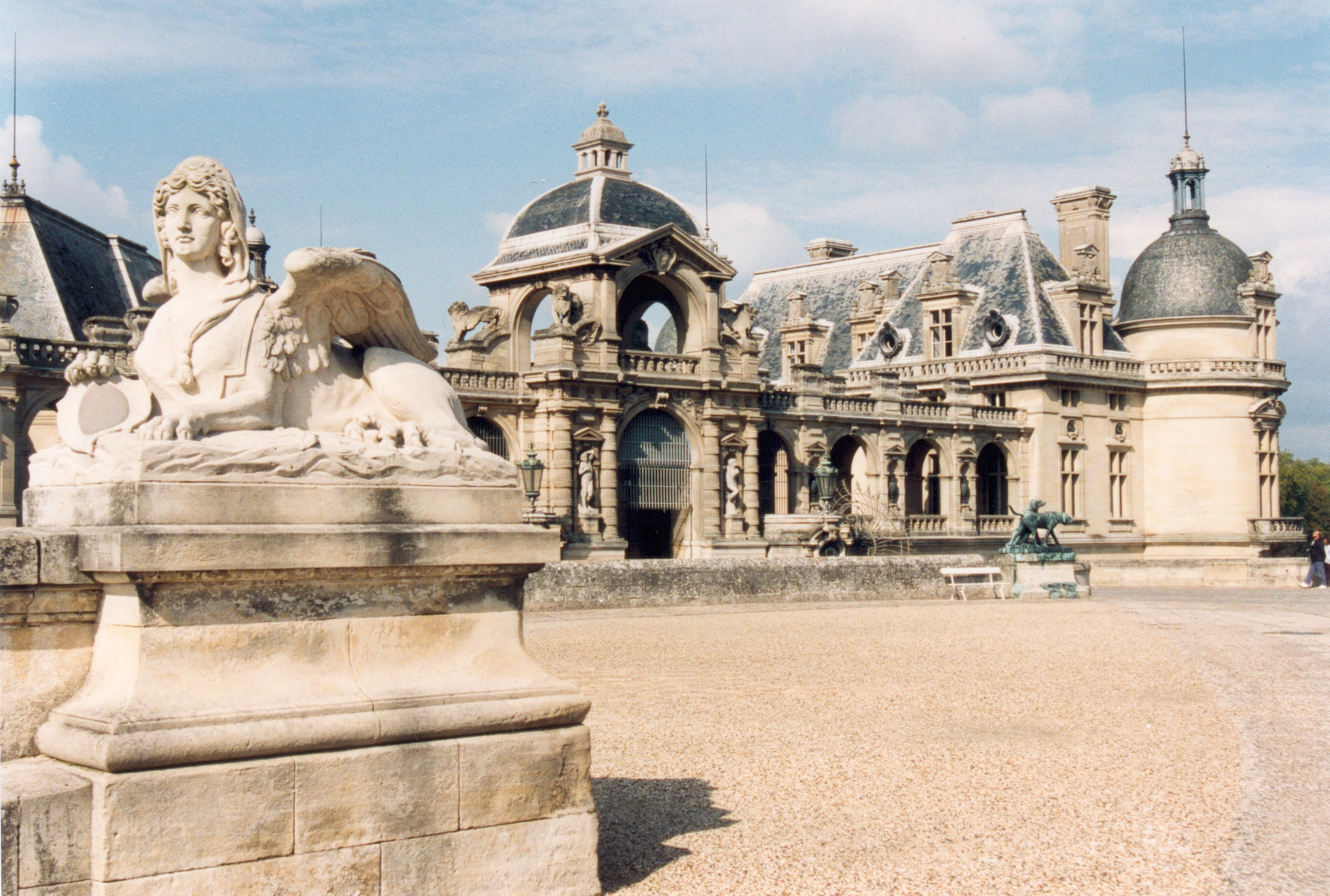
Château de Chantilly, França

De 1876 a 1882, o Duque de Aumale mandou reconstruir o palácio sobre as suas antigas fundações, segundo os planos do arquitecto Honoré Daumet. Acumulou ali admiráveis colecções. Sem descendentes, legou o magnífico conjunto ao Instituto de França em 1886, o que justifica da seguinte forma no seu testamento: "Querendo conservar à França o domínio de Chantilly na sua integridade, com os seus bosques, […], os seus edifícios e o que eles contêm, troféus, quadros, livros, arquivos, objectos de arte, todo este conjunto que forma como que um monumento completo e variado da arte francesa em todos os seus ramos e da história da minha pátria nas épocas de glória, resolvi confiar o depósito a um corpo ilustre […] que, sem se subtrair às transformações inevitáveis das sociedades, escapa ao espírito de facção, como aos abalos demasiado bruscos, conservando a sua independência no meio das flutuações políticas."
Durante a Primeira Guerra Mundial, Chantilly serviu de quartel general ao marechal Joffre e acolheu várias conferências entre os Aliados.

## Arquitectura

### OPetit Châteaue oChâteau Neuf

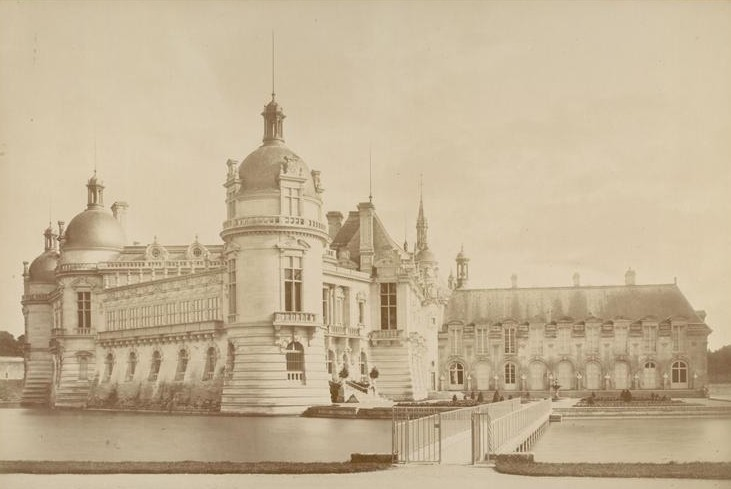
Castelo de Chantilly, França: o Château Neuf visto a partir dos parterres

Da fortaleza medieval dos Orgemont subsiste apenas a base das torres. Por esse motivo, o Petit Château construído pelo chefe dos exércitos Reais, Anne de Montmorency, em 1551, constitui actualmente a parte mais antiga do palácio.
O Petit Château contém, no primeiro andar, os grandes aposentos. estes compreendem três salas decoradas no século XIX (entre as quais a antecâmara e a sala dos guardas), elevadas sobre o antigo braço de água que separava o Petit Château do Grand Château, assim como o apartamento dos Príncipes de Condé, decorado cerca de 1720 por Jean Aubert, com soberbos lambris. Este apartamento compreendia o quarto do Monsieur o Duque, o gabinete de ângulo, o boudoir decorado com uma grande imitação de Christophe Huet, a galeria das acções do Monsieur o Príncipe, e o salão de música.
O palácio do Duque de Aumale "que se apresenta actualmente como uma maravilha, é um dos mais tristes exemplares da arquitectura da nossa época: entra-se pelo segundo andar e desce-se nos salões" — Boniface de Castellane (1867-1932).

### As Grandes Cavalariças

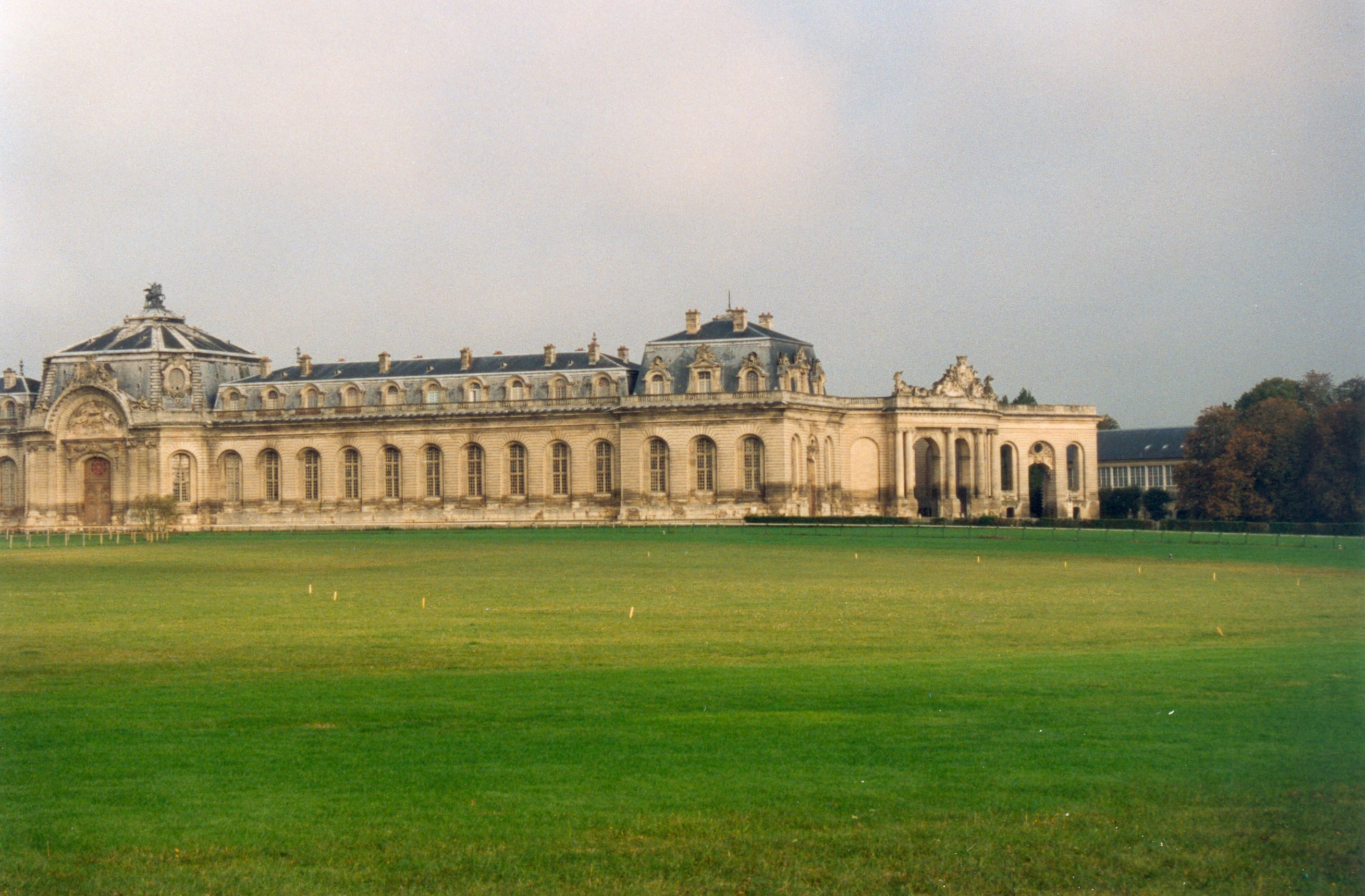
Castelo de Chantilly, França: as Grandes Cavalariças

As Grandes Cavalariças foram construídas pelo arquitecto Jean Aubert entre 1719 e 1740. Com um comprimento de 186 metros, são excepcionais pelas suas dimensões assim como pela sua magnificência. O Príncipe de Condé tinha tanto orgulho nelas que não hesitava em dar jantares debaixo da sua majestosa cúpula, com uma altura de 278 metros, onde jantaram, nomeadamente, Luís XV, o futuro Czar Paulo I da Rússia e Frederico II da Prússia.
As cavalariças podiam acolher 240 cavalos e 500 cães, utilizados para as caças quotidianas na floresta de Chantilly. Em 2006, as Grandes Cavalariças foram resgatadas por sua Alteza Karim Aga Khan IV, com o intuito de fazer uma doação à Fundação para a Salvaguarda do Domínio de Chantilly.

## O parque
O parque de Chantilly cobre 155 hectares, dos quais 25 hectares de planos de água, aos quais é necessário juntar os 60 hectares do parque de Sylvie. A floresta de Chantilly, que se estende sobre 6.310 hectares, faz parte integrante do domínio.

### O jardim de Le Nôtre
Chantilly foi a criação preferida de André Le Nôtre. Segundo o seu hábito, este estruturou o parque em volta de dois eixos perpendiculares. O primeiro, Norte-Sul, no eixo do majestoso terraço edificado por Anne de Montmorency, e perpendicular às curvas de nível e evidenciando a ondulação do lugar. O segundo, Este-Oeste, é ocupado pelo grande canal ao longo do vale.
Entre o terraço e o grande canal, a Norte do palácio, Le Nôtre arranjou parterres à francesa. Estes parterres foram decorados com tanques e ornamentados com vasos e estátuas de pedra, datando a maior parte do século XIX e representando personagens ilustres ligadas ao rico passado do domínio. os parterres tinham, originalmente, uma forma trapezoidal, o que os fazia parecer mais vastos contrapondo a perspectiva. Este efeito, de um muito grande refinamento, foi suprimido pelas reconstruções do século XIX, que lhe deram uma forma de rectângulos perfeitos. as cercaduras vegetais eram sumptuosas: subsistem testemunhos no jardim do Aviário (junto ao palácio, lado Oeste), assim como no jardim da Maison de Sylvie (1671).
Os parterres de Le Nôtre estão, actualmente, enquadrados por dois jardins paisagísticos que não existiam no tempo do seu criador. O que se encontra a leste data do século XVIII e é tratado como uma aldeola rústica. O de Oeste tem um tratamento à inglesa e remonta à primeira metade do século XIX.
Do outro lado do grande canal, o anfiteatro do Vertugadin, prolongado por uma alameda florestal, continua o eixo dos parterres através da floresta.
A grade de honra encontra-se situada em contraposição ao palácio e, sobretudo, ao terraço. Chegando ao palácio, esta mascara a perspectiva, que se descobre num relance quando o visitante lá chega: o efeito é arrebatador.

### O pequeno parque
O pequeno parque, também chamado de parque da Cabotière, fica situado sobre um planalto calcário que pende sobre o vale a partir dos parterres até ao grande arredondamento. Espaço de transição entre a floresta e o parque, foi arranjado por Le Nôtre, que traçou alamedas e bosquetes, ligando-o à floresta envolvente. O seu sobrinho Desgots desenhou ali, em 1679, um labirinto que seria destruído cerca de 1770.
No século XVIII, Henrique Jules de Bourbon-Condé ligou-o ao terraço ao lançar a ponte do Rei sobre o fosso seco que marca o limite do planalto. Este jardim tornava-se, assim, num espaço de divertimento e de passeio, pontuado por câmaras de verdura, das quais algumas ainda são visíveis, tal como a Chambre du Sanglier (Câmara do Javali).
Cerca de 1738 ou 1739, um jogo do ganso gigante, cujos peões eram os próprios jogadores, foi instalado sob a forma de uma espiral com 2 km de comprimento, ainda sendo visíveis alguns dos elementos, como a ponte ou os edifícios, ou ainda certos ladrilhos de pedra numerados, figurando as casas. Muito em voga junto dos visitantes dos Príncipes durante uma boa parte do século XVIII, foi voluntariamente arrasado e nivelado cerca de 1770, quando a moda passou.

### O jardim anglo-chinês
A leste dos parterres de Le Nôtre, o jardim anglo-chinês instalado no parque em 1772 é pontuado por fábricas de jardim em volta de pequenos caminhos que serpenteiam pelo meio dos canais concebidos para ser percorridos em pirogas. Algumas destas fábricas (o penhasco, as pequenas pontes de pedra) foram conservadas.
Em 1774 foi adicionado um hameau (aldeola) de recreio. O Hameau de Chantilly comportava sete pequenas casas rústicas, das quais cinco foram conservadas: salão, bilhar, sala de refeições, cozinha e moinho. Servia de local de festas e de prazeres estivais.

### O jardim inglês
Adossado à estrada de Chantilly para Vineuil-Saint-Firmin e Creil, o jardim inglês, desenhado pelo arquitecto Victor Dubois em 1817, incorpora alguns vestígios dos arranjos de Le Nôtre (a ilha do Amor, as Fontes de Beauvais) integrados sob a forma de fábricas. As alamedas sinuosas proporcionam vistas interessantes sobre o palácio.
Apenas uma das fábricas introduzidas no jardim no momentyo da sua criação ainda subsiste: o Templo de Vénus, recentemente restaurado pelos Monumentos Históricos da França.

## Custódia de Dom Manuel I
Uma das custódias de Dom Manuel I, que se julgava perdida, foi encontrada em 2022 exposta numa sala do castelo.
A peça de prata dourada, com 70 centímetros de altura, esteve esquecida mais de um século numa das suas salas onde, devido à humidade, ficou oxidada, impondo uma profunda intervenção de restauro.
A peça, de origem portuguesa e datada de 1500-1520, é proveniente da Sé de Braga, onde é mencionada nos inventários atribuindo essa posse inicial a uma doação efetuada em 1531 pelo arcebispo Diogo de Sousa.
A mais antiga referência quanto à atual posse da custódia remonta a uma exposição dedicada a obras de arte da Idade Média e da Renascença, que esteve patente em Londres, no então Museu de South Kensington, atual Victoria & Albert, em 1862.
O catálogo desta exposição identificava como seu proprietário o duque Henri d’Orléans, filho do rei Louis-Philippe, então no exílio no Reino Unido. A peça tinha sido adquirida, em 1859, a um antiquário em Londres, Samuel Pratt, por cerca de 300 libras.
Em 1871, a custódia acompanhou o duque d’Orléans no seu regresso a França e ao Castelo de Chantilly, entretanto reconstruído para acolher a sua coleção de arte.
Em 1886, com a doação do castelo e do seu acervo, a custódia transitou para o património do Institut de France, entidade que gere cerca de um milhar de instituições, entre academias, fundações, castelos e museus no país
A peça, que combina múltiplos pináculos, arcos de trevo, ornamentos de plantas, pequenas estátuas, armas e símbolos dos reis de Portugal, será exposta no Musée Condé, em Chantilly, na região de Oise.

## Filmografia e curiosidades

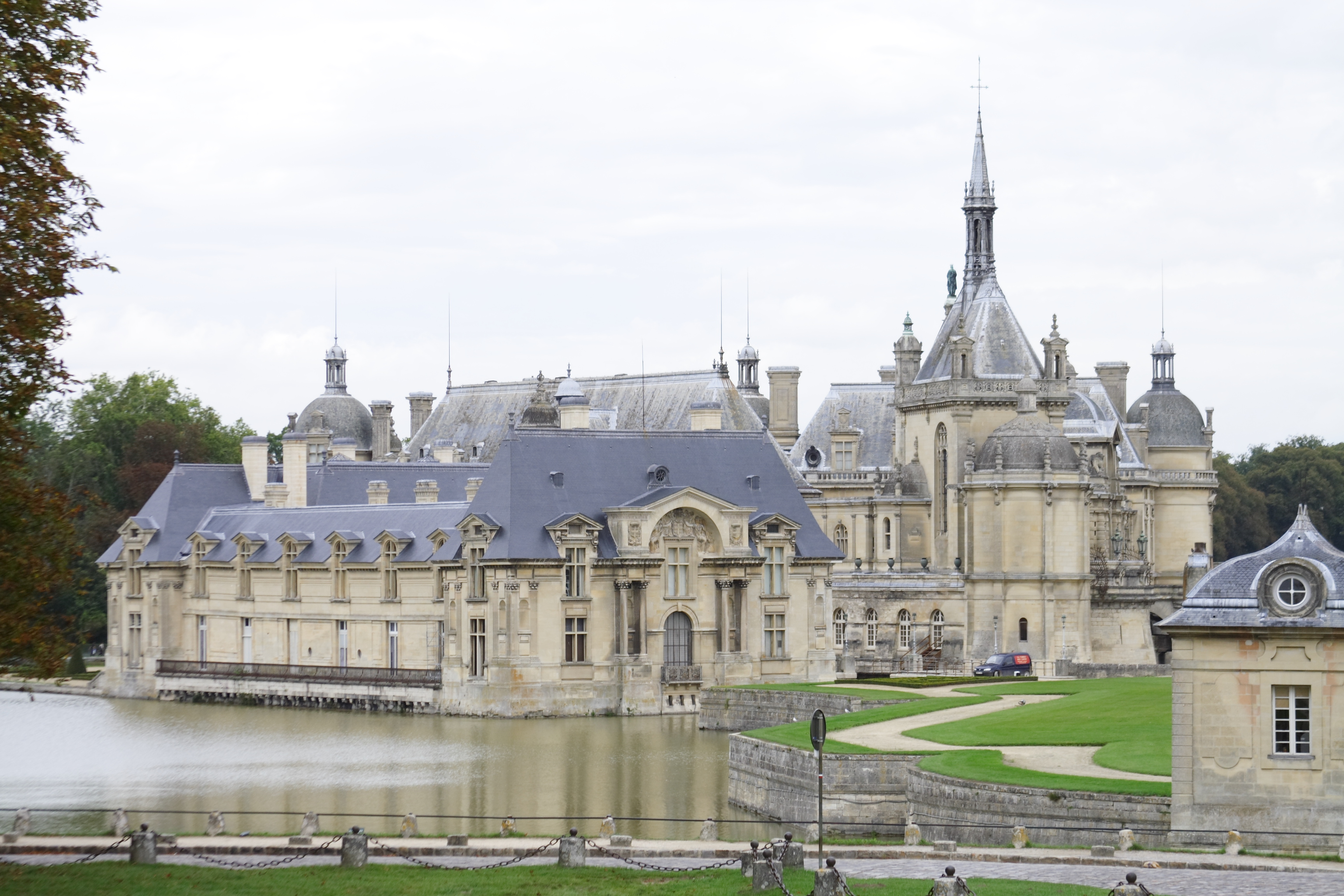
Castelo de Chantilly, França

O castelo tem servido como cenário de filmes e de outros eventos mediáticos, como:
- 1962 – foi cenário do filme The Longest Day (O Dia Mais Longo);
- 1985 – o hipódromo e as cavalariças serviram de cenário para o filme de James Bond, A View to a Kill, de John Glen com Roger Moore e Christopher Walken;
- Fevereiro de 2005 – foi palco da polémica cerimónia de casamento do atacante Ronaldo Luis Nazário de Lima com a modelo Daniella Cicarelli. Diante da separação do casal, menos de quatro meses mais tarde, à época comentou-se que a "maldição" do castelo teria sido a responsável;
- Foi nos jardins deste castelo que D. Carlos I de Portugal conheceu pela primeira vez e "fez a corte" a D. Amélia de Orleães, pois esta princesa era muito próxima do Duque de Aumale (seu tio-avô).